# 棚子島
棚子島（たなごじま）は、徳島県阿南市伊島町にある島である。

## 地理
蒲生田岬の東方6km海上、阿南市伊島町にある伊島と前島の西方に位置。
伊島の属島であるが、古くから無人島である。面積は0.23km2。なお、伊島は住居が密集し、前島はかつて小集落があったが現在は無人島となっている。

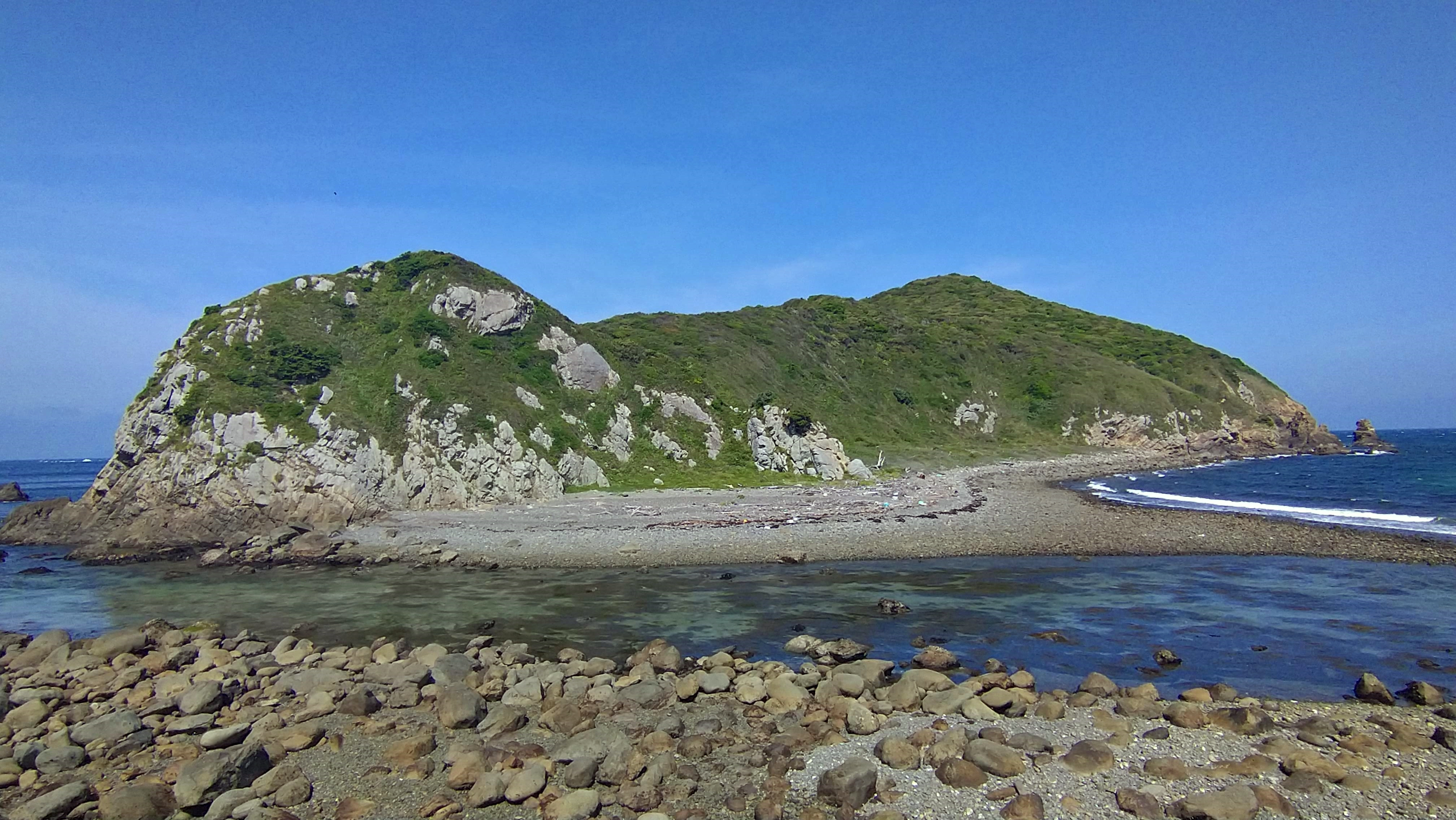
棚子島（前島から撮影）